# Кольяуасо, Хасинто
Хасинто Кольяуасо (исп. Jacinto Collahuazo; ок. 1670 — ок. 1750) — касик из Ибарры, поэт и историк, писавший на языке народа кечуа. Первый местный хронист на территории современного Эквадора.

## Биография
С раннего возраста он уделял особое внимание изучению местной истории. В течение тридцати лет исследовал документы и работал над сочинением «История инков Перу». Кольяуасо владел испанским языком, однако свой историко-поэтический опус написал на языке кечуа. В то время хранители традиций инков — амаутас и местные поэты — аравикос, а также историки из числа коренных жителей, подвергались преследованиям со стороны испанских завоевателей. 
Испанский судья в Ибарре приказал арестовать и заключить Кольяуасо в тюрьму за литературную деятельность. Особенно тяжким преступление считалось потому, что автор написал своё сочинение на родном языке. В заключении он прожил до конца своих дней. Точная дата смерти историка и поэта неизвестны. Предположительно он умер в возрасте восьмидесяти лет. В 1708 году все его записи были сожжены публично.
О литературной деятельности касика стало известно спустя много веков, когда при восстановлении стены колониальной церкви в Кито была обнаружена, спрятанная, рукопись. Сохранился лишь фрагмент из сочинения «История гражданской войны между Инкой Атауальпой и его братом Атокой, прозванным Уаскар Инкой» — перевод на испанский язык с кечуа стихотворения «Элегия на смерть Атауальпы», в котором автор описывает печаль и бессилие инков, потерявщих своего правителя Атауальпу.